# Nephilengys malabarensis
Nephilengys malabarensis is een spinnensoort uit de familie van de wielwebspinnen (Araneidae).
De wetenschappelijke naam van de soort werd in 1842 als Epeira malabarensis gepubliceerd door Charles Athanase Walckenaer.